# Sorinne-la-Longue
Sorinne-la-Longue is een plaats en deelgemeente van de Belgische gemeente Assesse in de provincie Namen.
Sorinne-la-Longue was, na de afsplitsing van Assesse in 1874, tot 1 januari 1977 een zelfstandige gemeente.

## Demografische ontwikkeling
- Bronnen:NIS, Opm:1831 tot en met 1970=volkstellingen, 1976= inwoneraantal op 31 december